# Weidendorf (Höchstadt an der Aisch)
Weidendorf ist ein Gemeindeteil der Stadt Höchstadt an der Aisch im Landkreis Erlangen-Höchstadt (Mittelfranken, Bayern). Weidendorf liegt in der Gemarkung Sterpersdorf.

## Geografie
Der Weiler liegt am rechten Ufer der Aisch am Rande des breiten Aischtals. Im Nordwesten grenzt Grünland an, im Südosten grenzen Ackerland und kleinere Waldgebiete an. Es befindet sich dort der Lauberberg (308 m ü. NHN). Eine Gemeindeverbindungsstraße verläuft nach Voggendorf (1,3 km südwestlich) bzw. nach Sterpersdorf zur Kreisstraße ERH 18 (2 km nordöstlich). Eine weitere Gemeindeverbindungsstraße verläuft nach Mailach zur Bundesstraße 470 (0,8 km nördlich).

## Geschichte
Die günstige Lage des Ortes im fruchtbaren Aischgrund ließe grundsätzlich auf eine Gründung zur Zeit der Fränkischen Landnahme (bis 8. Jahrhundert) schließen. Dagegen spricht aber, dass der Ort ursprünglich bambergisches Lehen war, demnach frühestens im 11. Jahrhundert, wohl aber im 12. Jahrhundert, also einer späteren Phase des Landesausbaus gegründet wurde. 1612 umfasste der Ort acht dem Bamberger Hochstift zugehörige Güter. Während des Dreißigjährigen Krieges verödete der Ort.
Gegen Ende des 18. Jahrhunderts gab es in Weidendorf 8 Anwesen (2 Höfe, 1 Halbhof, 3 Sölden, 1 Haus) und ein Gemeindehirtenhaus. Das Hochgericht übte das bambergische Centamt Höchstadt aus, was aber vom brandenburg-bayreuthischen Kasten- und Jurisdiktionsamt Dachsbach angefochten wurde, die 1795 die Hochgerichtsbarkeit erlangte. Die Dorf- und Gemeindeherrschaft sowie die Grundherrschaft über alle Anwesen hatte das Amt Höchstadt.
Von 1797 bis 1810 unterstand der Ort dem Justizamt Dachsbach und Kammeramt Neustadt. Im Rahmen des Gemeindeedikts wurde Weidendorf dem 1811 gebildeten Steuerdistrikt Uehlfeld und der 1813 gebildeten Ruralgemeinde Mailach zugewiesen.
Nach 1961, jedoch vor 1970, wurde Weidendorf in die Gemeinde Sterpersdorf eingegliedert. Am 1. Mai 1978 wurde Weidendorf  im Zuge der Gebietsreform in die Stadt Höchstadt an der Aisch eingegliedert.

### Einwohnerentwicklung
| Jahr      | 001818 | 001840 | 001861 | 001871 | 001885 | 001900 | 001925 | 001950 | 001961 | 001970 | 001987 |
| Einwohner | 38     | 42     | 48     | 57     | 53     | 43     | 41     | 43     | 34     | 23     | 37     |
| Häuser    | 9      | 7      |        |        | 9      | 9      | 8      | 7      | 7      |        | 9      |
| Quelle    | [ 9 ]  | [ 10 ] | [ 11 ] | [ 12 ] | [ 13 ] | [ 14 ] | [ 15 ] | [ 16 ] | [ 17 ] | [ 18 ] | [ 1 ]  |

## Religion
Der Ort ist römisch-katholisch geprägt und war ursprünglich nach St. Georg (Höchstadt an der Aisch) gepfarrt, seit Ende des 19. Jahrhunderts ist die Pfarrei St. Vitus  (Sterpersdorf) zuständig. Die Einwohner evangelisch-lutherischer Konfession sind nach St. Jakobus (Uehlfeld) gepfarrt.